# Marco 16

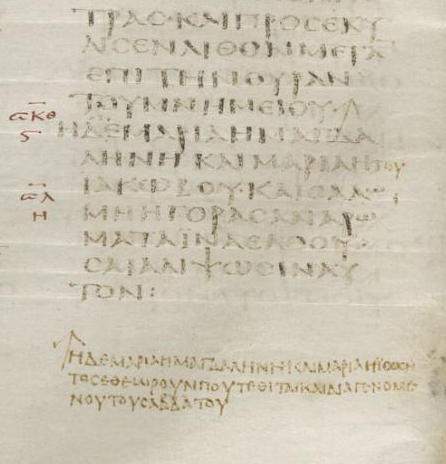
Marco 16 dal Codex Sinaiticus (c. 330–360).

Marco 16 è il sedicesimo e ultimo capitolo del Vangelo secondo Marco nel Nuovo Testamento. Il capitolo inizia con la scoperta della tomba vuota da parte di Maria Maddalena, da Maria madre di Giacomo e da Salomé. Le donne incontrano qui un giovane vestito di bianco che annuncia loro la risurrezione di Gesù (vv. 1-6). Il più antico dei manoscritti di Marco 16 conservatisi, risalente al IV secolo, si conclude al versetto 8, ovvero quando le donne lasciano la tomba vuota sentendosi dire di «non dire nulla a nessuno, perché sarebbero state troppo spaventate».
I critici hanno identificato due finali alternativi al capitolo: il cosiddetto «finale lungo» (vv. 9-20) ed il «finale breve», che appare in sei manoscritti in lingua greca antica ed in dozzine di copie in etiope. Le versioni moderne del Nuovo Testamento generalmente includono il «finale lungo», ma lo mettono tra parentesi quadre o in formato diverso rispetto ai versetti precedenti per mostrare come non sia considerato parte del testo originale; i vv. 9-20 sono ormai considerati e ritenuti un'interpolazione non autentica e successiva alla stesura, dalla quasi totalità degli studiosi.

## Testo
Il testo originale venne scritto in greco antico. Questo capitolo è diviso in 47 versetti.

### Testimonianze scritte
Tra le principali testimonianze documentali di questo capitolo vi sono:
- Codex Vaticanus (325-350)
- Codex Sinaiticus (330-360)
- Codex Bezae (~400)
- Codex Alexandrinus (400-440)
- Codex Ephraemi Rescriptus (~450)

## La tomba vuota

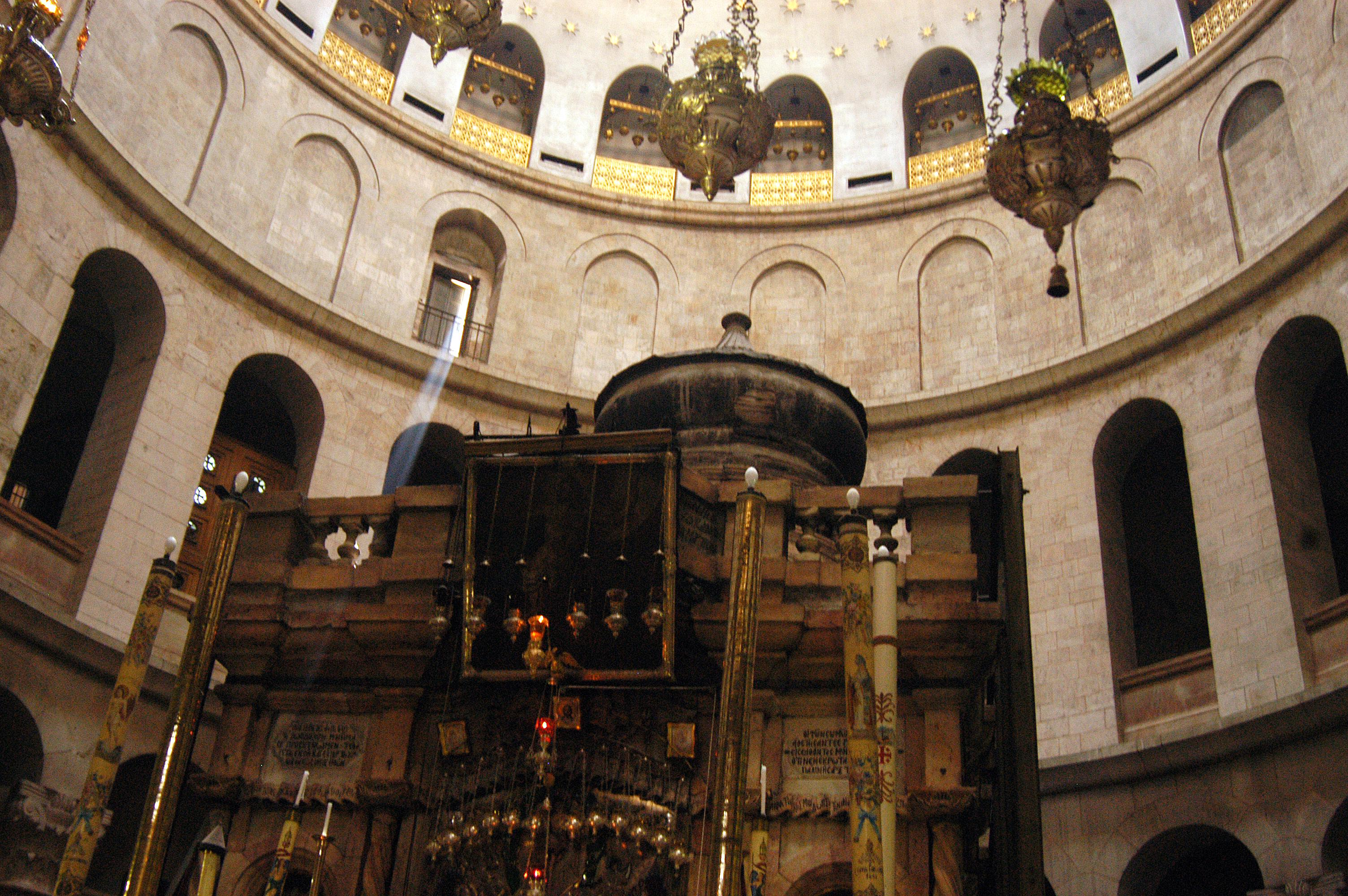
L'edicola del Santo Sepolcro (luogo tradizionalmente identificato come la tomba di Gesù).

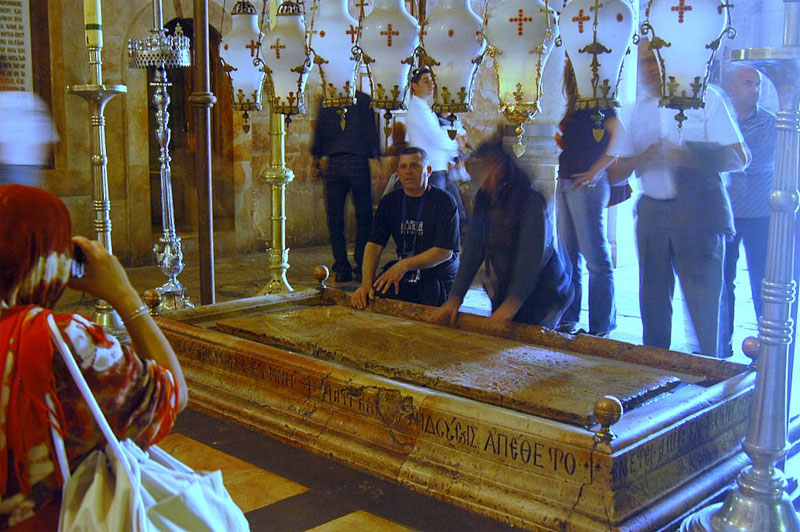
La pietra dell'unzione, creduto il luogo ove il corpo di Gesù venne preparato per la sepoltura.

### Versetti 1–2
Passato il sabato, Maria di Màgdala, Maria di Giacomo e Salome comprarono oli aromatici per andare a imbalsamare Gesù. Di buon mattino, il primo giorno dopo il sabato, vennero al sepolcro al levar del sole
Marco dice che il sabato è passato e siamo poco dopo l'alba quando Maria Maddalena, un'altra Maria, la madre di Giacomo, e Salome si portano con spezie e unguenti a preparare il corpo di Gesù. Le tre sono menzionate come coloro che "osservano da lontano" in Marco 15,40.

### Versetti 3–4
Esse dicevano tra loro: «Chi ci rotolerà via il masso dall'ingresso del sepolcro?». Ma, guardando, videro che il masso era già stato rotolato via, benché fosse molto grande.
Le donne si domandano chi avrebbe potuto rimuovere la pietra di chiusura della tomba, ma al loro arrivo, la trovano già rimossa. Secondo lo studioso gesuita John J. Kilgallen, ciò prova come le donne fossero convinte di trovare ancora il corpo di Gesù al suo posto. Al contrario trovano un giovane vestito di bianco seduto alla destra della tomba che dice loro che Gesù "è risorto" e mostra loro "il luogo ove si trovava" (versetti 5–7).

### Versetti 5–7
L'abito bianco che indossa il giovane può essere segno del fatto che egli sia un messaggero di Dio.
Marco utilizza la parola neaniskos per "giovane", una parola utilizzata anche per descrivere il giovane che fuggì nudo all'arresto di Gesù in Marco 14,51-52. Solitamente la critica tende a identificare questa figura come un angelo. Gesù ha predetto la sua risurrezione ed il suo ritorno in Galilea durante l'Ultima Cena, in Marco 14,28. Marco utilizza il verbo passivo egerthe, tradotto con "è stato risorto", a indicare che Dio ha risorto Gesù dai morti con la propria potenza, come del resto riportato in Atti 2,24; Romani 10,9; 1Cor 15,15; Atti 4,10; Atti 5,30; Atti 10,40-41; Atti 13,30; Atti 13,34; Atti 13,37; Atti 17,30-31; 1Cor 6,14; 2Cor 4,14; Gal 1,1; Ef 1,20; Col 2;12; 1Tess 1,10; Ebr 13,20; 1Pt 1,3; 1 Pt 1,21 anziché semplicemente "è risorto" come la maggior parte delle traduzioni poi riporta.
Pietro, visto in lacrime due giorni prima dopo aver rinnegato di conoscere Gesù (Marco 14,66-72) è menzionato in particolare. Gregorio Magno annota a tal proposito che "l'angelo non si è rivolto a lui in questo modo, Pietro che non oserà più riapparire con gli altri apostoli [...] per aver negato Cristo".
L'ultima apparizione di Pietro è al versetto 7 (uno degli ultimi discepoli ad essere menzionato) e viene così ricollegato a Marco 1,16 quando viene chiamato col suo nome "Simone", creando così una inclusio letteraria ad indicare come Pietro sia stato il testimone oculare alla base del vangelo di Marco.

### Versetto 8
Marco 16,1-8 conclude con la risposta delle donne: queste donne, che erano spaventate (come in Marco 10,32) fuggono ma mantengono il segreto di ciò che hanno visto. Kilgallen commenta questa paura come la più comune tra le reazioni umane in presenza del divino nella Bibbia.
A questo punto secondo alcuni termina il vangelo di Marco nel "finale breve".

## Finali alternativi
Il Vangelo secondo Marco, come si è detto, dispone di due finali alternativi, la versione breve (terminante al versetto 8) e la versione lunga (dal versetto 9 al 20).

### Il «finale lungo» di Marco (versetti 9-20)

#### Versione canonica
Marco 16,9-20 è attestato per la prima volta nel II secolo. Questa versione è considerata canonica dalla Chiesa cattolica. Dal momento che Marco 16,9-20 era comunque incluso nel vangelo marciano nella Vulgata, ed il passaggio veniva già letto nelle prime chiese cristiane dai tempi antichi (come dimostrano Ambrogio da Milano, Agostino d'Ippona, Pietro Crisologo, Severo di Antiochia, papa Leone I, ecc.) ed era stato incluso sia nel Nuovo Testamento di Rheims, sia nella Bibbia di Ginevra del 1599, sia nella Bibbia di Re Giacomo ed in altre traduzioni influenti, gran parte delle attuali traduzioni bibliche includono questo passo basandosi sul Codex Alexandrinus, ma tale parte viene posta tra parentesi quadre, oppure viene corredata da note particolari che spiegano come alcune versioni non la riportino e il perché.

#### Testo e interpretazione
In questo passaggio di 12 versetti, l'autore riferisce dell'apparizione di Gesù a Maria Maddalena, a due discepoli e poi agli undici (i dodici apostoli non includevano più Giuda). Il testo si conclude con la Grande Missione che impone agli apostoli di battezzare e salvare quanti decideranno di credere, perché quanti non crederanno saranno condannati; successivamente si descrive l'episodio dell'ascensione di Gesù in Paradiso e la sua visione seduto alla destra del Padre come era stato predetto.
In Marco 16,9-11: Gesù appare a Maria Maddalena, che è descritta come una donna liberata a suo tempo da Gesù da sette demoni che la infestavano. A lei il compito di "dire agli altri discepoli" ciò che ha visto. Ma nessuno le crede.
In Marco 16,12-13: Gesù appare "in forma differente" a due discepoli. Essi tornarono ad annunciare la notizia agli altri ma anche in questo caso non vennero creduti.
In Marco 16,14-16: Gesù appare a cena con i restanti undici apostoli. Egli li rimprovera di non aver creduto alle notizie sulla sua risurrezione e dice loro di andare e "in tutto il mondo e predicate il vangelo ad ogni creatura. Chi crederà e sarà battezzato sarà salvo, ma chi non crederà sarà condannato." Il rapporto tra credenti e non credenti è dominante nella "finale lungo": vi sono due riferimenti ai credenti (vv. 16-17) e quattro riferimenti ai non credenti (vv. 11,12,14,16). Johann Albrecht Bengel, nel suo Gnomon of the New Testament, difende i discepoli: "Essi credevano, ma allo status attuale delle cose erano sospettosi della verità, persino della realtà".
In Marco 16,17-18: Gesù dice che i credenti "parleranno lingue nuove". Egli precisa anche che questi saranno in grado di maneggiare i serpenti (senza farsi mordere), saranno immuni a qualsiasi veleno dovessero bere, e saranno in grado di guarire i malati. Kilgallen, immaginando l'evangelista mettere in bocca queste parole a Gesù, ha suggerito che questi versetti significassero che i primi cristiani ritenessero che la loro fede fosse accompagnata da particolari poteri. Secondo Brown, mostrando l'esempio dei non credenti ai versetti 10-13, e dicendo che questi saranno condannati, mentre i credenti avranno segni tangibili della potenza di Dio, Marco sta cercando di convincere i suoi lettori a credere quanto i discepoli predicarono in nome di Gesù.
In Marco 16,19: Gesù ascende al Cielo dove, dice Marco, siete dalla destra di Dio Padre. L'autore fa riferimento qui a Salmi 110,1, già citato in Marco 11.
In Marco 16,20: gli undici escono e "proclamano la buona novella ovunque"; questo fatto è noto come dispersione degli apostoli. Molti sono i segni di Dio che accompagneranno la loro predicazione. Quando questi siano avvenuti, non è dato a sapere, ma sono cose presunte sulla base di Marco 16,7 che indica come possibile luogo la Galilea.

## Versioni manoscritte

### Manoscritti senza il finale lungo

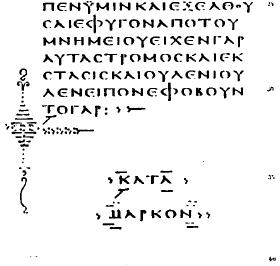
Il vangelo di Marco termina a 16,8 nel Codex Vaticanus Graecus 1209 del IV secolo

I primi manoscritti esistenti completi del vangelo di Marco, il Codex Sinaiticus ed il Codex Vaticanus, due documenti del IV secolo, non contengono gli ultimi dodici versetti (vv. 9–20). Il Codex Vaticanus riporta una colonna bianca dopo il versetto 8 e pone la parola kata Markon, "secondo Marco". Vi sono altre tre colonne bianche nel Vaticanus, ma probabilmente esse sono dovute all'edizione del codice: un cambio di formato delle colonne, un cambio di mano del trascrittore o altre motivazioni. Secondo T. C. Skeat, il Codex Sinaiticus ed il Codex Vaticanus sono stati prodotti entrambi dallo stesso scriptorium, quindi rifacendosi ad un'unica tradizione testuale anziché appunto essere due testi indipendenti tratti da fonti diverse. Skeat ha evidenziato come essi potrebbero essere stati prodotti come parte della risposta di Eusebio di Cesarea alla richiesta dell'imperatore Costantino I di avere delle copie delle scritture della chiesa a Costantinopoli. Ad ogni modo, vi sono 3036 differenze tra la trascrittura del Sinaiticus e del Vaticanus. Contro la teoria che fu Eusebio a dirigere la copiatura di entrambi i manoscritti vi è inoltre il fatto che né il Vaticanus né il Sinaiticus contengono il versetto 28 di Marco 15, il quale però Eusebio includeva nelle sue tavole canoniche. Infine sembrano esservi delle relazioni tra il Codex Vaticanus ed il Papiro 75, fatto non presente invece per il Codex Sinaiticus. Il Papiro 75 è più antico di entrambi i testi essendo stato realizzato ancor prima della nascita di Eusebio.
Altri manoscritti che omettono gli ultimi dodici versetti sono: Codex Syriacus Sinaiticus (fine del IV secolo); Minuscola 304 (XII secolo); un manoscritto sahidico; più di 100 manoscritti armeni; i due più antichi manoscritti georgiani. La versione armena realizzata nel 411-450 è basata sulle versioni armene.

### Manoscritti col solo finale lungo

#### Manoscritti che includono i versetti 9–20 nella loro forma tradizionale
- La maggioranza dei testi bizantini (più di 1200 versioni del vangelo di Marco).
- Un gruppo di manoscritti noto come "Famiglia 13".
- Una dozzina di onciali (il più antico è il Codex Alexandrinus): A, C, D, W, Codex Koridethi e le minuscole: 33, 565, 700, 892, 2674.
- La Vulgata latina, il codice Siriaco Curetoniano, la Peshitta, il Bohairico, la Bibbia Gotica[20].

#### Manoscritti che includono i versetti 9–20 con annotazioni
Un gruppo di manoscritti noto come "Famiglia 1" aggiunge una nota a Marco 16,9–20, dicendo che alcune copie non contengono i versetti. Essi includono i minuscoli: 22, 138, 205, 1110, 1210, 1221, 1582.
Un manoscritto armeno, Matenadaran 2374 (noto anche come Etchmiadsin 229), realizzato nel 989, presenta delle note, scritte tra 16,8 e 16,9, Ariston eritzou, che significa, «secondo Aristone il Vecchio/il Sacerdote». Aristone, o Aristione, è noto nella tradizione antica (come indicato da Papia di Ierapoli e da altri) per essere stato un collega e collaboratore di Pietro come vescovo di Smirne nel I secolo.

#### Manoscritti che includono i versetti 9–20 senza divisioni
Un gruppo di manoscritti noto come "Famiglia K1" aggiunge Marco 16,9-10 senza κεφαλαια (capitoli) a margine dei τιτλοι (titoli) né note. Tra questi è incluso la Minuscola 461.

#### Manoscritti che includono i versetti 9–20 con il "Freer Logion"

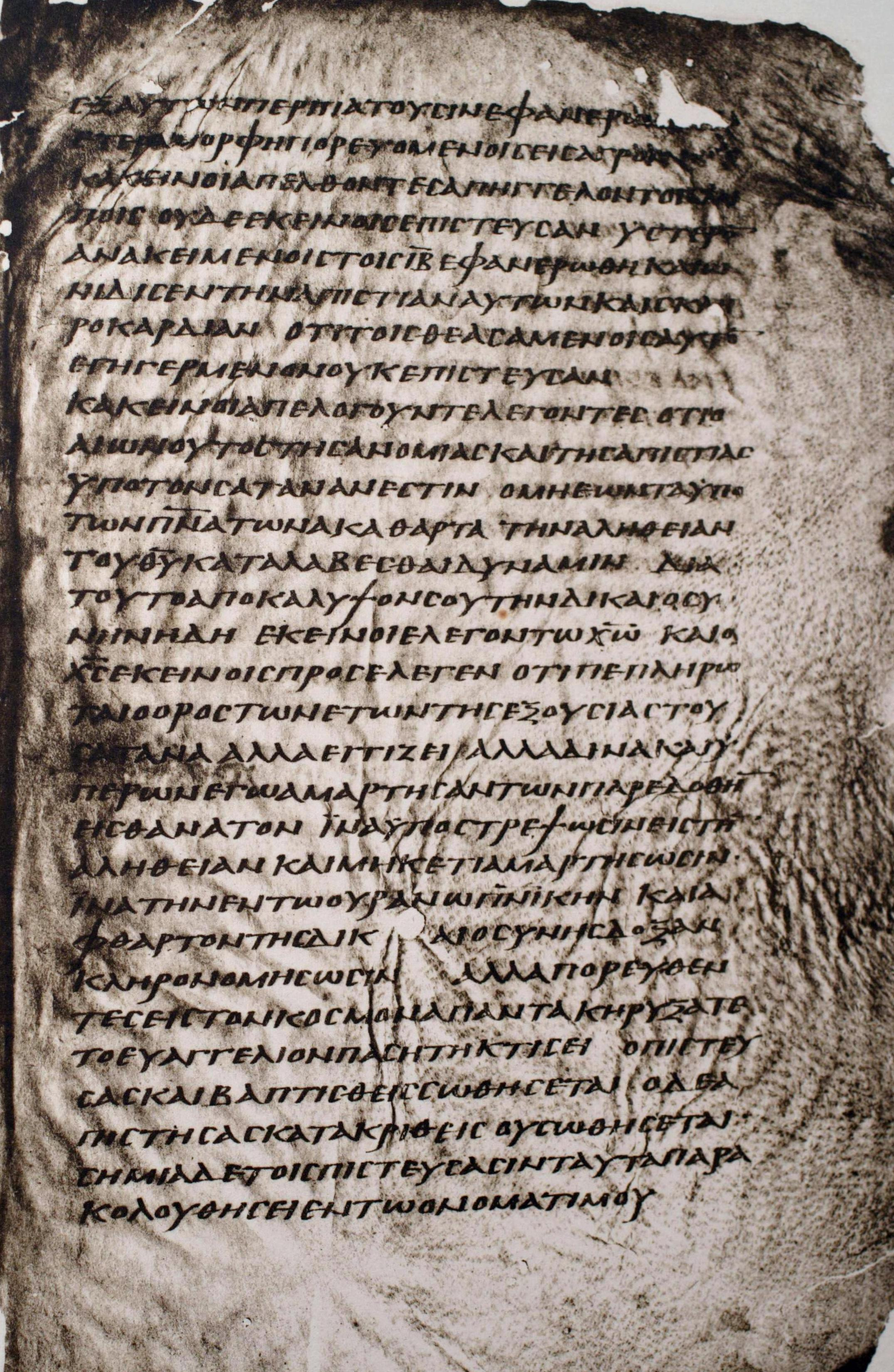
Marco 16,12-17 nel Codex Washingtonianus (IV/V secolo)

Il Codex Washingtonianus (fine del IV secolo - inizio del V secolo) include i versetti 9–20, e fa un'ulteriore precisazione tra i versetti 14 e 15, nota come "Freer Logion":

### Manoscritti che contengono il finale breve

#### Manoscritti che contengono solo il finale breve
In solo un manoscritto latino datato al 430 circa, il Codex Bobbiensis, "k", il "finale breve" appare senza il "finale lungo". In questa copia latina, il testo di Marco 16 appare anomalo:
- Contiene un'interpolazione tra 16,3 e 16,4 che sembra portare l'ascensione di Cristo a questo punto della narrazione:

- Esso omette l'ultima parte di 16,8: "E non dissero niente a nessuno, perché avevano paura";
- Contiene alcune variazioni nella presentazione del "finale breve".

#### Manoscritti che hanno sia il finale breve che quello lungo
I seguenti manoscritti presentano il finale "breve" e un'aggiunta poi dei vv. 9–20:
- Sei manoscritti in greco antico, tra cui il Codex L (019) (VIII secolo); Codex Ψ (044); Onciale 083; Onciale 099;
- Minuscolo 274 (a margine); Minuscolo 579, Lezionario 1602;
- Manoscritto siriaco-eracleano (a margine);
- Manoscritti etiopi[23]
- Testi copti: manoscritti sahidici, manoscritti bohairici (Huntington MS 17).

### Scritti dei Padri della Chiesa
- Omettono i vv. 9-20: Eusebio di Cesarea, i manoscritti derivati da Eusebio, i manoscritti di Girolamo (che utilizzò parte del lavoro di Eusebio).
- Aggiungono i vv. 9-20: Ireneo; Marino; gli Atti di Pilato; i manoscritti di Girolamo (f 1 al); Ambrogio; Afrate; Agostino; copie latine di Agostino; manoscritti greci di Agostino; il Diatessaron di Taziano; Eznik di Golb; Pelagio; Nestorio; Patrizio; Prospero d'Aquitania; Leone Magno; Filostorgio; la Vita di Sansone di Dol; Marco Eremita; Pietro Crisologo.